# Hayat Sindi
Hayat bint Sulaiman bin Hassan Sindi (en arabe : حياة سندي) est une scientifique médicale saoudienne et l'une des premières femmes à siéger à l'Assemblée consultative d'Arabie saoudite. Elle est connue pour ses contributions majeures aux tests médicaux et à la biotechnologie. Arabian Business la classe à la 19e place des arabes les plus influentes du monde et à la 9e place des femmes arabes les plus influentes en 2012,. 

## Éducation
Hayat Sindi est née à La Mecque. En 1991, elle convainc sa famille de la laisser voyager seule au Royaume-Uni afin de poursuivre ses études supérieures. Après une année passée à apprendre l' anglais et à étudier pour ses A-levels, elle est acceptée au King's College de Londres, où elle obtient un diplôme en pharmacologie en 1995. Au King's College, elle reçoit le prix Princesse Anne pour son travail de premier cycle sur les allergies. 
Sindi, qui porte un voile musulman, subit des pressions pour qu’elle abandonne ses croyances religieuses et culturelles à l’université ; elle persiste, estimant que la religion, la couleur ou le sexe d'une personne ne doit avoir aucune incidence sur ses contributions scientifiques. Sindi obtient ensuite un doctorat en biotechnologie du Newnham College de Cambridge en 2001. Elle est la première femme saoudienne à être acceptée à l'université de Cambridge dans le domaine de la biotechnologie, et la première femme de l'un des États arabes du golfe Persique à obtenir un doctorat dans ce domaine.

## Carrière
Sindi est une chercheuse invitée à l'université Harvard, et en tant que telle, elle voyage souvent entre Djeddah, Boston et Cambridge, Massachusetts. Alors qu'elle travaille à l'université, elle est accusée par une femme d'avoir falsifié ses diplômes mais elle gagne son procès en juillet 2016 et obtient un dédommagement de 3,5 millions de dollars. Le travail de laboratoire de Sindi à Harvard lui vaut une place avec quatre autres scientifiques dans un documentaire soutenu par le bureau exécutif du président des États-Unis afin de promouvoir l'éducation scientifique chez les jeunes. Parallèlement à ses activités scientifiques, Sindi participe à de nombreux événements visant à sensibiliser les femmes à la science, en particulier en Arabie saoudite et dans le monde musulman en général. Pour elle, si les femmes étaient plus représentées dans les positions de pouvoir en sciences, on créerait moins de voiture rapide et plus de médicaments. Elle s’intéresse également au problème de la fuite des cerveaux et est une des conférencières invitées au Forum économique de Djeddah en 2005. 
Sindi est la créatrice d'une capteur biochimique permettant d'améliorer les diagnostics dans les endroits reculés, en particulier le Tiers monde. Elle est également nommée comme l'Emerging Explorer 2011 par la National Geographic Society. 
Le 1er octobre 2012, Sindi est nommée ambassadrice de bonne volonté de l'UNESCO par Irina Bokova, pour ses efforts en faveur de l'éducation scientifique au Moyen-Orient, en particulier pour celle des filles,. Elle figure également sur la liste des 150 femmes ayant bouleversé le monde cette année-là selon Newsweek. 
En janvier 2013, Sindi est admise au sein du premier groupe de femmes à siéger à l'Assemblée consultative saoudienne (Choura),,. La même année, elle fonde le i2 Institute for imagination and ingenuity pour offrir à douze étudiants les compétences spécifiques dans un domaine donné chaque année. 
En 2018, elle est nommée parmi les 100 Women de la BBC pour son statut de conseillère en chef du président de la Banque islamique de développement. Elle participe au lancement d'« Engage » et de « Transform », deux initiatives de la Banque islamique de développement (BID) et du Programme sénégalais pour l’entreprenariat des jeunes (PSE-J) pour soutenir les projets en sciences et mettre en relation les jeunes entrepreneurs avec les décideurs.